# Gostinari, Giurgiu
Gostinari este satul de reședință al comunei cu același nume din județul Giurgiu, Muntenia, România.